# Антони Фокер
Антон Херман Жерар „Ентони“ Фокер (хол. Anton Herman Gerard „Anthony” Fokker; Кедири, 6. април 1890 — Њујорк, 23. децембар 1939) је био холандски ваздухопловни пионир и произвођач авиона. Најпознатији је по ловачким авионима које је произвео у Немачкој за време Првог светског рата као што су Ајндекер моноплани, Фокер Dr.I триплан и Фокер D.VII биплан. После слома Немачке, Фокер је свој посао преселио у Холандију где се његова компанија бавила производњом разних врста успешних авиона као што је „Фокеров тримотор“, успешни путнички авион који је кориштен у међуратном периоду. Умро је 1939. године у Северној Америци. Каснији аутори сугеришу да је он лично био јако харизматичан, али и контроверзан и бескрупулозан када је посао у питању.